# Bursera hintonii
Bursera hintonii är en tvåhjärtbladig växtart som beskrevs av Arthur Allman Bullock. Bursera hintonii ingår i släktet Bursera och familjen Burseraceae. Inga underarter finns listade i Catalogue of Life.